# Polystichum horizontale
Polystichum horizontale är en träjonväxtart som beskrevs av Presl. Polystichum horizontale ingår i släktet Polystichum och familjen Dryopteridaceae. Inga underarter finns listade.